# Carl Ahues
Carl Oscar Ahues (* 26. Dezember 1883 in Bremen; † 31. Dezember 1968 in Hamburg) war ein deutscher Schachmeister.

## Zeit in Berlin
Ahues begann im Alter von 18 Jahren mit dem Schachspielen. Im Jahre 1907 zog er nach Berlin. Hier wurde er Mitglied der Berliner Schachgesellschaft. 1910 wurde er in Hamburg im internationalen Hauptturnier beim Kongress des Deutschen Schachbundes Dritter. Im Jahre 1911 gewann er die Berliner Meisterschaft.
Im Ersten Weltkrieg diente er als Soldat. Er geriet in rumänische Gefangenschaft (bis 1919).
Im Jahre 1920 gewann er beim 20. Kongress des Deutschen Schachbundes das Hauptturnier, was mit der Erringung der Meisterwürde verbunden war. Zwischen 1921 und 1953 nahm er neunmal an deutschen Meisterschaften teil. Dabei war sein bester Erfolg 1929, als er in Duisburg „Meister von Deutschland“ wurde, vor Paul Saladin Leonhardt und Friedrich Sämisch. 
Im Jahre 1927 in Magdeburg war er mit Sämisch geteilter Fünfter (Rudolf Spielmann gewann die Meisterschaft).  Ahues teilte sich bei einem Schachturnier in Berlin mit Spielmann und Ernst Grünfeld Platz drei. Ebenfalls 1927 in Bad Niendorf wurde er Vierter und 1929 in Venedig Zweiter. Im Jahre 1935 erreichte er in Aachen einen geteilten zweiten Platz hinter Kurt Richter. Sein wohl größter Erfolg war der dritte Platz 1936 in Bad Nauheim hinter Alexander Aljechin, Paul Keres und vor Efim Bogoljubow.
Ahues nahm an drei Schacholympiaden teil und erzielte jedes Mal ein positives Ergebnis: 1930 in Hamburg (7,5 aus 14), 1931 in Prag (7 aus 13 an Brett 2) und bei der inoffiziellen Olympiade 1936 in München (10 aus 17 an Brett 2; +4 =12 −1). Mit der Mannschaft erreichte er 1930 und 1936 den dritten Platz.

## Zeit in Schleswig-Holstein (und Hamburg)
Nach Ende des Zweiten Weltkrieges übersiedelte Ahues nach Schleswig-Holstein und lebte zuletzt in Hamburg. Er beteiligte sich an vielen westdeutschen Turnieren, wie 1946 in Bad Harzburg, wo er Erster wurde. Im Alter von 70 Jahren spielte er 1953 bei der gesamtdeutschen Meisterschaft in Leipzig, die Wolfgang Unzicker nach Stichkampf mit Ludwig Schmitt gewann, und erreichte Platz 4 bis 7. Mit der Hamburger Schachgesellschaft wurde er 1950, mit dem Hamburger SK 1956 und 1958 deutscher Mannschaftsmeister.
Der Weltschachbund FIDE verlieh ihm 1950 den neu geschaffenen Titel Internationaler Meister.
Mit 81 Jahren gewann er noch die Hamburger Blitzmeisterschaft, im September 1968 (mit über 84 Jahren) wurde er Klubmeister.
Seine beste historische Elo-Zahl betrug 2651. Diese erreichte er im Januar 1931.

## Privates
Ahues war ein „überzeugter Vegetarier.“ Sein Sohn Herbert Ahues war Großmeister für Schachkompositionen.